# شهرداری اوسیلنیکا
شهرداری اوسیلنیکا (به لاتین: Municipality of Osilnica) یک منطقهٔ مسکونی در اسلوونی است که در اسلوونی واقع شده‌است. شهرداری اوسیلنیکا ۳۶٫۲ کیلومتر مربع مساحت و ۳۳۲ نفر جمعیت دارد.